# Крутицы (Рязанская область)
Крути́цы — село в Шиловском районе Рязанской области в составе Задубровского сельского поселения.

## Географическое положение
Село Крутицы расположено на Окско-Донской равнине на правом берегу реки Крутица (приток Оки) в 12 км к юго-западу от пгт Шилово. Расстояние от села до районного центра Шилово по автодороге — 15 км.
В окрестностях села — небольшие лесные массивы. К западу расположен большой пруд на реке Крутица, и, в отдалении — Лес Верновский (урочище Заповедник). Ближайшие населенные пункты — села Задубровье, Сасыкино и Константиново, деревня Кривцово.

## Население
По данным переписи населения 2010 г. в селе Крутицы постоянно проживают 57 чел. (в 1992 г. — 160 чел.).

## Происхождение названия

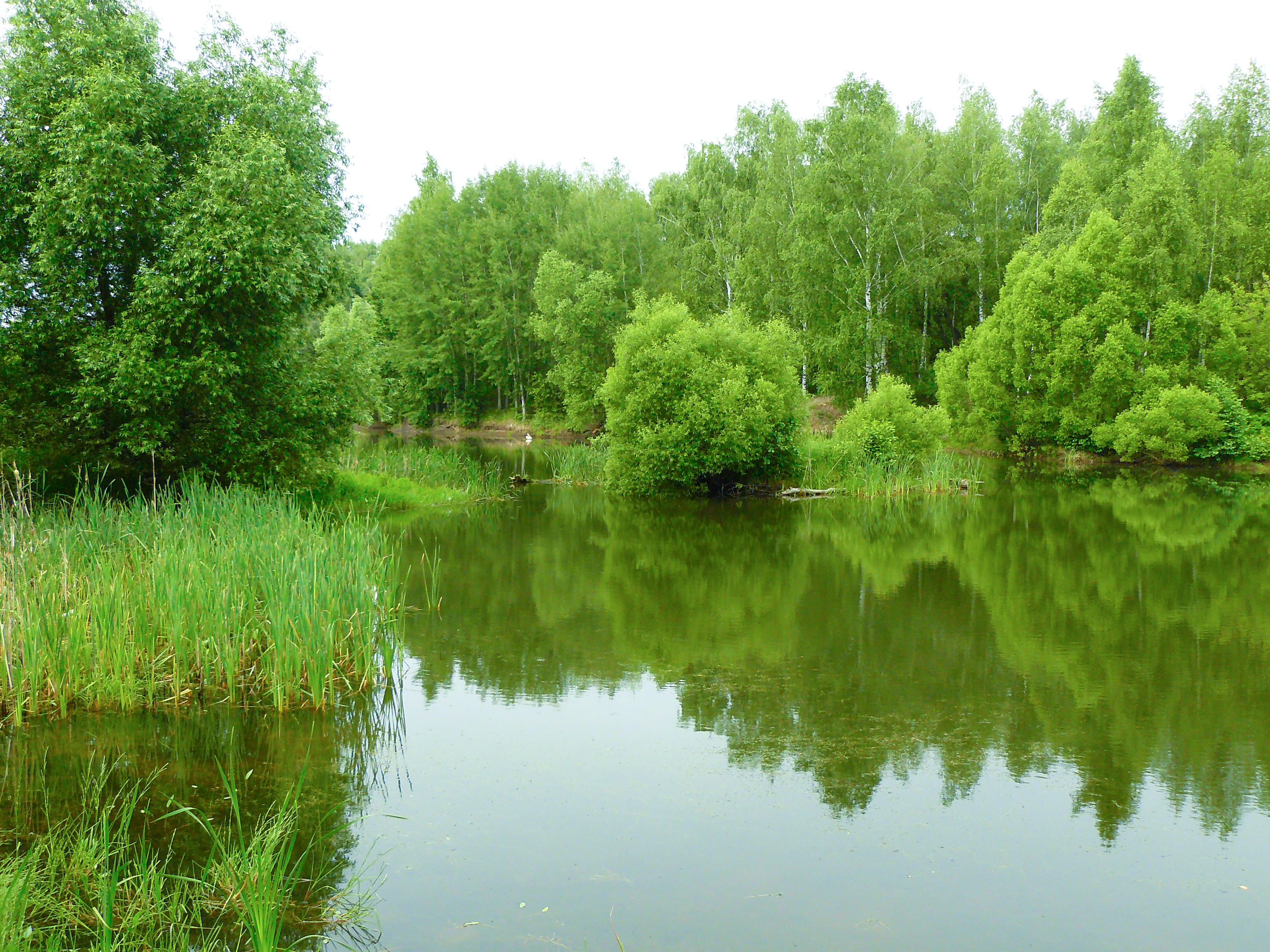
Село Крутицы. Плотина на реке Крутица.

Населенный пункт получил название по реке Крутице, около которой расположен. Н. Любомудров считал, что название реки Крутицы однозначно с мордовским словом «кирцима» — удерживать, оставлять. Но Крутицы чисто славянское слово, произошедшее от «крутить», откуда крутизна, тем более, что и местность, им означаемая, соответствует своему названию.
Шиловский краевед А. П. Гаврилов полагает, что река получила свое название из-за расположенных по её берегам крутых оврагов. Рязанские краеведы А. В. Бабурин, Л. А. Кононенко и А. А. Никольский связывают возникновение гидронима с народным географическим термином крутец — «крутой возвышенный берег».

## История
Близ села обнаружены остатки древнерусского городища XI—XIII вв. Между селами Крутицы и Задубровье расположена местность, известная под названием Батыево Стойбище: по местной легенде здесь останавливался хан Батый, когда шел на Старую Рязань.
Село Крутицы, Константиновские Выселки тож, было основано ок. 1819 г. переселенцами из расположенного поблизости села Константиново. Переселение продолжалось в течение 25 лет. Деревянные дома разбирали, перевозили на лошадях и собирали в Крутицах, позже стали строить наливные шлаковые дома (пример сохранившегося по наст. вр. дом на фото), позднее перевезенные бревенчатые дома использовались как сени или укрытие для скота.

В 1842 г. в селе Крутицы был построен деревянный на каменном фундаменте Вознесенский храм с приделами во имя Казанской иконы Божией Матери и святых благоверных князей Бориса и Глеба.

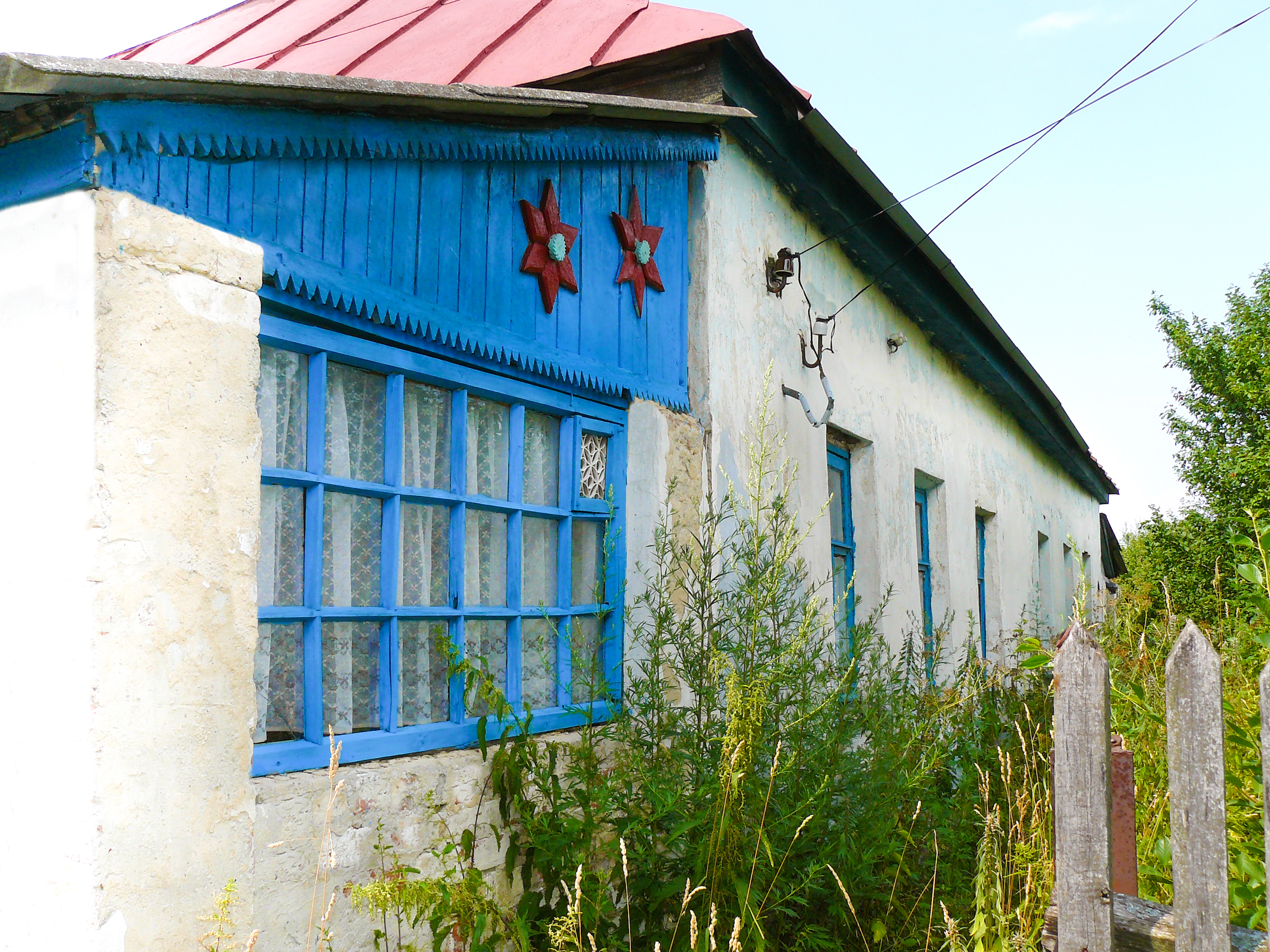
Село Крутицы. Жилой дом.

По данным И. В. Добролюбова, к 1891 г. в приходе к Вознесенской церкви, состоявшем из одного села Крутицы, насчитывалось 280 дворов, в коих проживало 1141 душа мужского и 1257 душ женского пола, в том числе грамотных — 552 человека.
По данным на 1 января 1905 г. в селе Крутицы насчитывалось 356 дворов, в которых проживало 1404 мужчин и 1361 женщин, всего 2765 человек.
В 1941 г., во время Великой Отечественной войны, в селе Крутицы были организованы курсы бронебойщиков для борьбы с фашистскими танками.
В советское время в окрестностях села располагались колхозные земли, засеянные преимущественно зерновыми культурами. Также имелись коровники и кузница.

## Экономика
По данным на 2015/2016 г. в селе Крутицы Шиловского района Рязанской области расположено:
1. ООО «Агрохолдинг Шиловский», агропромышленное предприятие.

## Транспорт
Село Крутицы расположено в непосредственной близости от автомобильной дороги федерального значения М-5 «Урал»: Москва — Рязань — Пенза — Самара — Уфа — Челябинск, на которую имеется удобный выезд.
В 5 км к северо-востоку от села расположен остановочный пункт «Крутицы» железнодорожной линии «Рязань — Пичкиряево» Московской железной дороги. Примерно на таком же расстоянии несколько южнее, между селами Крутицы и Сасыкино находится аэродром авиации общего назначения «Крутицы», принадлежащий в настоящее время частной компании.

## Достопримечательности
- Храм Казанской иконы Божией Матери — Казанская церковь. Построен в начале XX в., находится в руинированном состоянии.[9]
- Аэродром авиации общего назначения «Крутицы». Открыт частной компанией в 2009 г. Площадка зарегистрирована в межрегиональном территориальном управлении воздушного транспорта. На территории аэродрома располагается лётный клуб малой авиации, парашютный клуб. Аэродром располагает местом отдыха экипажей, кафе и душевой комнатой; предоставляются бесплатный доступ в интернет (Wi-Fi), прокат мото-техники.[10]

## Коренные фамилии сельчан
Беляковы, Серовы, Котовы, Романовы, Локотковы, Сорокины, Гришины, Зайцевы, Ерохины, Редькины, Золины, Киселевы, Твороговы, Бадаржновы, Сидоровы.

## Примечания

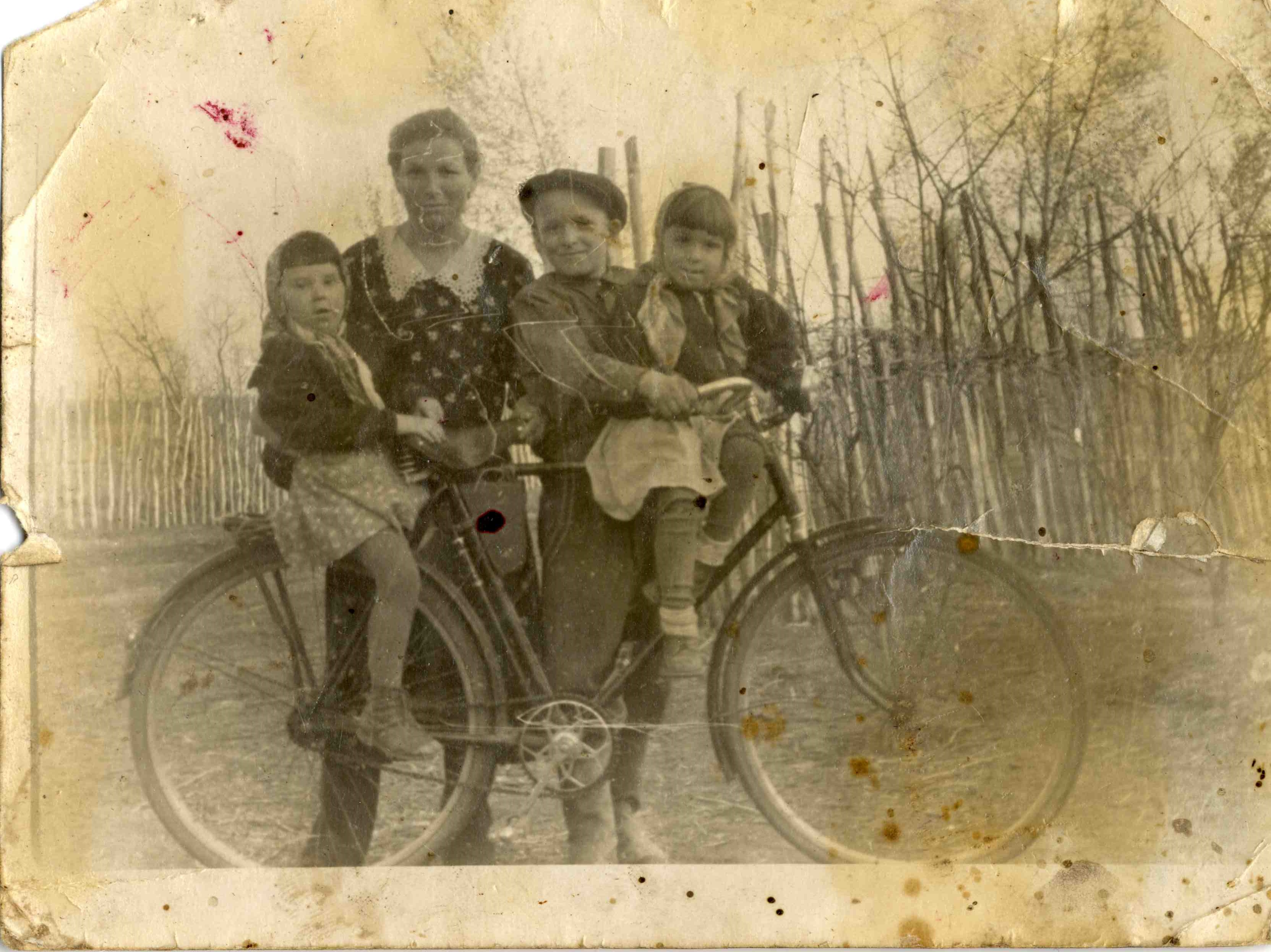
Коренные жители села Крутицы на фоне плетни (забор из веток и молодых деревьев). Белякова Мария Андреевна, Локотков Василий Николаевич, Белякова Антонина Николаевна. Фото 195Х г.

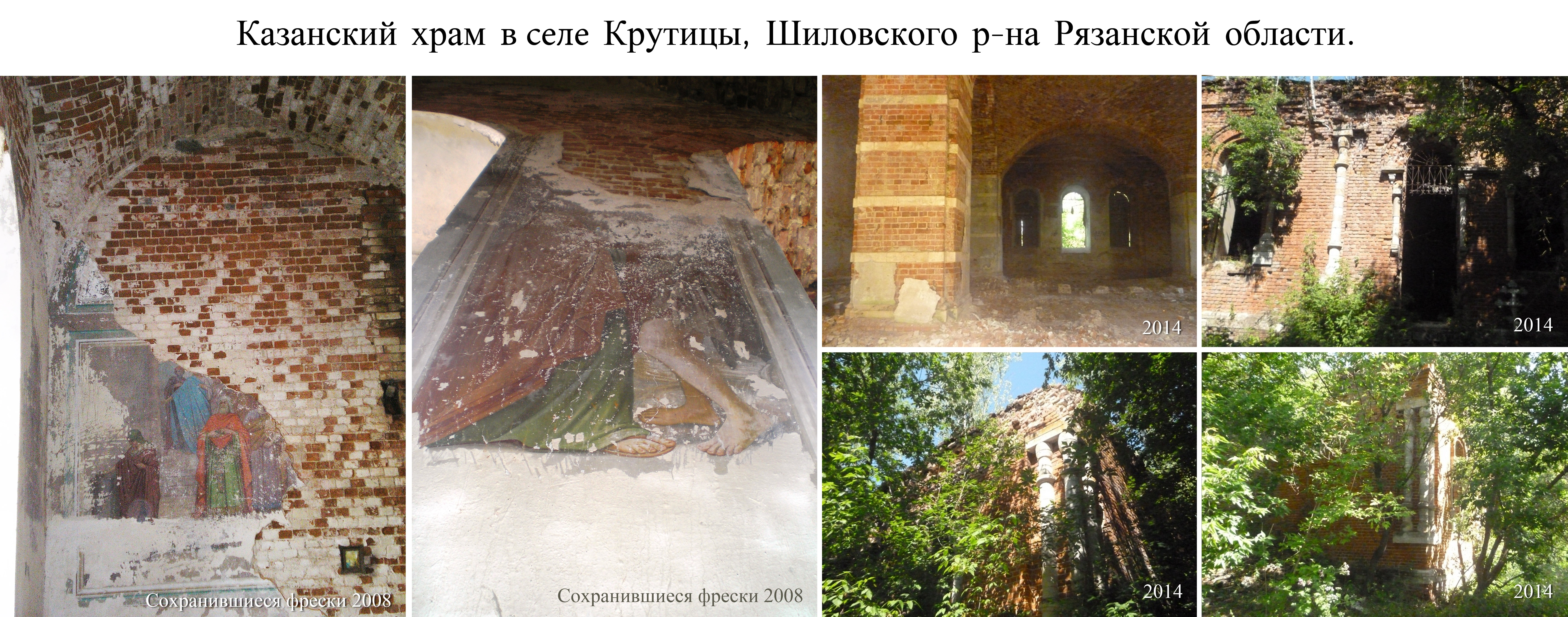
Село Крутицы. Храм Казанской иконы Божией Матери (Казанская церковь).

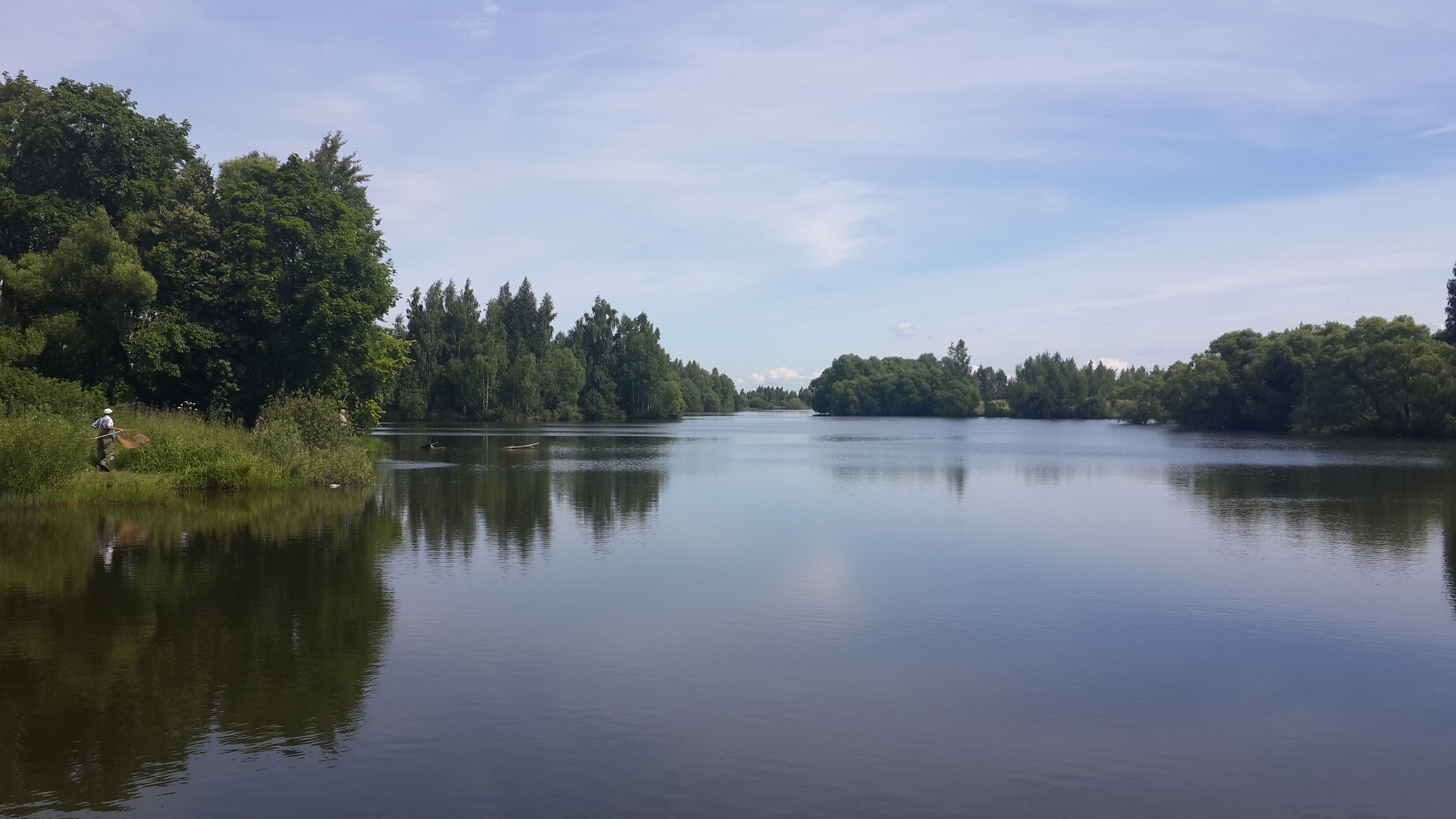
Река Крутица 2017г.

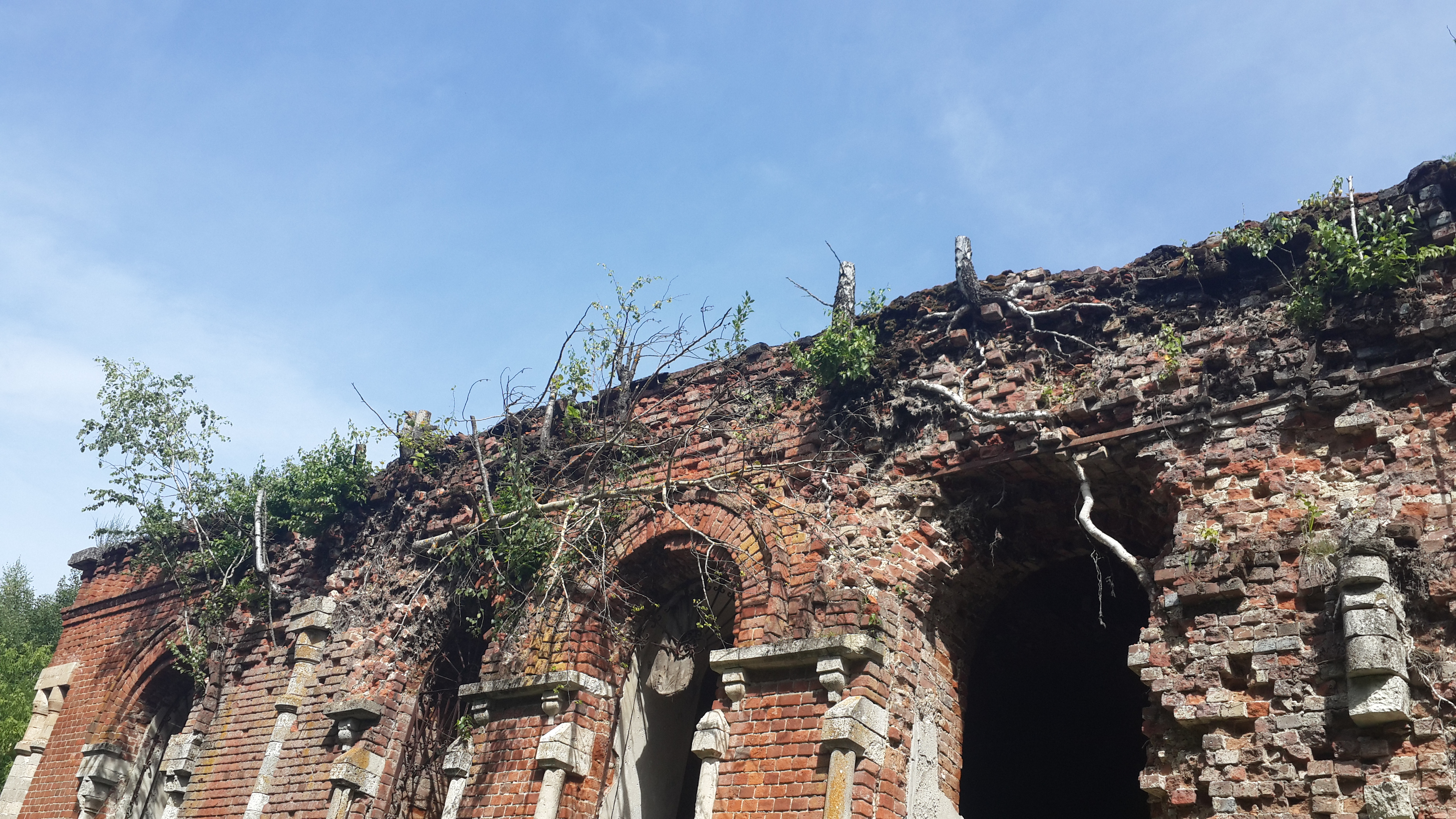
Храм в селе Крутицы 2017г.